# Cantón de Billère
El cantón de Billère era una división administrativa francesa, situada en el departamento de los Pirineos Atlánticos y la región Aquitania.

## Composición
El cantón de Billère sólo incluía esta ciudad.

## Supresión del cantón de Billère
En aplicación del Decreto n.º 2014-248 de 25 de febrero de 2014 el cantón de Billère fue suprimido el 22 de marzo de 2015 y su comuna pasó a formar parte del nuevo cantón de Billère y Laderas de Jurançon.